# Panhard-Nunatak
Der Panhard-Nunatak ist ein etwa 670 m hoher Nunatak auf der Trinity-Halbinsel im äußersten Norden des Grahamlands auf der Antarktischen Halbinsel. Er ist der küstennaheste Nunatak an der Nordseite des Russell-East-Gletschers. 
Das UK Antarctic Place-Names Committee benannte ihn 1964 nach dem französischen Automobilpionier René Panhard (1841–1908).